# 扇叶垂花报春
扇叶垂花报春（学名：Primula flabellifera）为报春花科报春花属下的一个种。生长于海拔4700-5000米的高山草坡石上。

## 扩展阅读
- 維基物種上的相關：扇叶垂花报春